# Prowincja Houet
Prowincja Houet – jedna z 45 prowincji w Burkina Faso.
Ma powierzchnię ponad 11 568 km², jest czwartą co do wielkości prowincją kraju. W 2006 roku mieszkało w niej ponad 902 tysiące ludzi. W 1996 roku na jej terenach zamieszkiwało ponad 672 tysiące osób.